# University of California, Santa Barbara Men's Volleyball
La University of California, Santa Barbara Men's Volleyball è la squadra di pallavolo maschile appartenente alla University of California, Santa Barbara, con sede a Santa Barbara: milita nella Big West Conference della NCAA Division I.

## Storia
Il programma di pallavolo maschile della University of California, Santa Barbara viene fondato nel 1970, aderendo da subito alla NCAA Division I, classificandosi al terzo posto nella prima edizione del torneo: dopo aver perso tutte le gare del girone, la squadra affronta i futuri campioni della UC Los Angeles in semifinale, cedendo per 3-0, per poi aggiudicarsi la finale per il terzo posto col risultato di 2-0 ai danni della Ball State; Tom Bonynge viene inserito nel sestetto ideale della competizione.
Nel 1971 i Guachos giocano nuovamente la Final four, chiudendo questa volta il girone con due vittorie ed una sconfitta: in semifinale superano nuovamente la Ball State, ma nella finalissima cedono come al girone alla UC Los Angeles; Tim Bonynge riceve il premio di MVP al pari di Kirk Kilgour degli Bruins, mentre Jorn Oulie fa parte dell'All-Tournament Team.
Anche nell'edizione seguente i Gauchos giocano la Final four, questa volta però dopo le due vittorie nel girone, la squadra perde al quinto set la semifinale contro la San Diego State, per poi uscire sconfitta nuovamente alla finale per il terzo posto ad opera della Ball State; l'unica magra consolazione arriva con l'inserimento di David DeGroot nel sestetto ideale del torneo.
Dopo una stagione senza centrare la post-season i Gauchos raggiungono nuovamente il torneo NCAA nel 1974, grazie alla vittoria del titolo di conference: questa volta in semifinale arriva un facile 3-0 sullo Springfield, ma in finalissima ancora una volta la vittoria va alla UC Los Angeles, che la spunta dopo una battaglia di cinque parziali; tra i Gauchos Gerald Gregory e David DeGroot entrano nell'All-Tournament Team.
Nell'edizione successiva la squadra centra il secondo titolo di conference consecutivo: tuttavia, dopo aver facilmente superato la Yale in semifinale, i Gauchos vengono ancora una volta battuti dai Bruins della UCLA; questa volta nel sestetto ideale va Jon Roberts, oltre al solito David DeGroot.
Nel 1979 la squadra viene affidata a Ken Preston, che la dirige per ben trenta stagione, fino al proprio ritiro. Sotto la sua guida i Gauchos collezionano molti secondi e terzi posti in conference, senza mai riuscire a qualificarsi alla post-season. Dopo tredici anni di assenza, nella stagione 1988, la squadra torna a giocare la Final four: superate per l'ennesima volta le semifinali, con un agevole successo sulla George Mason, in finale è ancora una volta fatale il tie-break, che in questo caso premia la Southern California; David Rottman e John Wallace entrano nell'All-Tournament Team del torneo.
Dal 2009 alla guida dei Gauchos c'è Rick McLaughlin, che al suo terzo anno alla guida del programma riesce a ritornare in Final four del 2011 dopo una assenza di ben ventitré anni: dopo aver preso la rivincita in semifinale sulla Southern California, sconfitta in quattro set, arriva ancora un tie-break perso in finalissima, questa volta contro la Ohio State; per la squadra solo Cullen Irons riesce ad entrare nel sestetto ideale.
Nel 2018 il programma abbandona la Mountain Pacific Sports Federation, approdando nella neonata Big West Conference.

## Record
| Piazzamento          |   | Edizione                                                                 |
| -------------------- | - | ------------------------------------------------------------------------ |
| Tornei NCAA          | 7 | Finale: 5 1971, 1974, 1975, 1988, 2011                                   |
| Tornei NCAA          | 7 | Terzo posto: 1 1970                                                      |
| Tornei NCAA          | 7 | Quarto posto: 1 1972                                                     |
| Titoli di conference | 3 | Southern California Intercollegiate Volleyball Association: 2 1974, 1975 |
| Titoli di conference | 3 | Mountain Pacific Sports Federation: 1 2011                               |

## Conference
- Southern California Intercollegiate Volleyball Association: 1971-1977
- California Intercollegiate Volleyball Association: 1978-1986
- Western Intercollegiate Volleyball Association: 1987-1992
- Mountain Pacific Sports Federation: 1993-2017
- Big West Conference: 2018-

## National Newcomer of the Year
- Evan Patak (2004)
- Ryan Wilcox (2019)

## National Coach of the Year
- Rick McLaughlin (2020, 2021)

## All-American

### First Team
- Donny Harris (1997)
- Evan Patak (2005, 2007)
- Theodore Brunner (2007)
- Jeffrey Menzel (2011)
- Dylan Davis (2013)
- Casey McGarry (2020, 2021)
- Randy DeWeese (2021)

### Second Team
- Eric Fonoimoana (1992)
- Donny Harris (1995)
- Todd Rogers (1995, 1996)
- Rob Treahy (1996, 1997)
- Andy Rivera (2002)
- Evan Patak (2004)
- Andy McGuire (2011)
- Jonah Seif (2014, 2015)
- Hayden Boehle (2019)
- Corey Chavers (2019)
- Randy DeWeese (2020)
- Keenan Sanders (2020, 2021)
- Roy McFarland (2021)

## Allenatori
- ?: 1970-1978
- Ken Preston: 1979-2008
- Rick McLaughlin: 2009-